# HJK Helsingfors
Helsingin Jalkapalloklubi eller HJK är en fotbollsklubb från Helsingfors i Finland. Översatt till svenska blir namnet ”Helsingfors Fotbollsklubb”. Vanligen kallas föreningen endast HJK eller mera vardagligt Klubi.
HJK är en av Finlands ledande fotbollsklubbar. Representationslaget har spelat i Tipsligan sedan säsongen 1989. Dessförinnan har laget spelat, ett otal år i ”Mästerskapsserien”, företrädaren till dagens Tipsliga.
Klubben har också haft framgångar inom bandy och blivit finska mästare flera gånger. Den senaste titeln kom dock 1937.

## Historia
HJK grundades år 1907 av några finlandssvenska ungdomar inne i Kajsaniemis gamla bowlinghall.  Den första ordföranden blev initiativtagaren Fredrik Wathen. Idrottsföreningen fick dubbelnamnet ”Helsingin Jalkapalloklubi – Helsingfors Fotbollsklubb”.

### 1907–2023: HJK bildas och milstolpar
- 1907 Den 19 juni grundar Fredrik Wathen och hans vänner fotbollsklubben Helsingin Jalkapalloklubi – Helsingfors Fotbollsklubb.
- 1908 Från starten blev HJK en populär klubb bland finskspråkiga studenter, medan svenskspråkiga föredrog IFK Helsingfors och Kronohagen. Mitt under brinnande språkstrid ändrade klubben 1908 namn till helt finskspråkiga Helsingin Jalkapalloklubi, d.v.s. den svenska delen av namnet ströks.
- 1909  Den ursprungliga helvita spelartröjan byts ut mot en blåvitrandig tröja. Ändringen av färger gjordes för att stödja den fennomanska rörelsen.
- 1911 HJK vinner för första gången finländska mästerskapet.
- 1913 Som första idrottsförening i Finland arrangerar HJK en fotbollsturnering för ungdomar (12 lag).
- 1936 I Olympiska Spelen i Berlin deltar från HJK: Kurt Weckström, Aatos Lehtonen och Armas Pyy.
- 1948 Engelsmannen George Duke är den första utländska tränaren i klubben.
- 1957 Mauno Rintanen flyttar som första spelaren från HJK utomlands för att bli professionell spelare.
- 1960 Finlands första proffsspelare genom tiderna Aulis Rytkönen återvänder från franska Toulouse till Finland och han engageras som tränare i HJK.
- 1965 HJK deltar för första gången i Europacupen och möter Manchester United. HJK förlorar hemma 3–2 och borta 6–0.
- 1966 HJK vinner finländska cupen för första gången.
- 1971 HJK:s damsektion bildas och damerna kammar hem sitt första finländska mästerskap.
- 1981 HJK vinner såväl finländska mästerskapet som finländska cupen.
- 1982 I Europacupen för mästarlag möter HJK i andra omgången Liverpool. HJK vinner hemma 1–0 och förlorar borta 5–0.
- 1997 HJK fyller 90 år och kammar hem, inte mindre än, fem finländska mästerskap: herrar, damer, A-pojkar, B-pojkar och B-flickor.
- 1998 HJK är första finländska fotbollsklubb i Uefa Champions League.
- 2003 HJK vinner för andra gången både finländska mästerskapet och finländska cupen.
- 2008 HJK vinner finländska cupen
- 2009 HJK vinner finländska mästerskapet.
- 2010 HJK vinner finländska mästerskapet igen.
- 2011 HJK vinner för tredje gången ligan och cupen samma år.
- 2012 HJK vinner finländska mästerskapet för fjärde gången i rad.
- 2013 HJK vinner finländska mästerskapet för femte gången i rad.
- 2014 HJK vinner finländska mästerskapet för sjätte gången i rad. HJK spelar i Europa League gruppspelet.
- 2016 HJK vinner finländska cupen för sjätte gången
- 2018 HJK vinner finländska mästerskapet.
- 2020-2023 HJK vinner fyra raka mästerskap. År 2021 och 2023 spelar HJK Conference League gruppspel, och 2022 Europa League gruppspel.

Det är oklart när den svenskspråkiga namnformen (Helsingfors Fotbollsklubb) i klubbens dubbelnamn togs ur bruk.

## Europaspelet 1998
Säsongen 1998/1999 spelade HJK som första finländska fotbollslag någonsin in Uefa Champions League. Detta efter att man vunnit Tipsligan 1997 och kvalat sig in till Champions League genom att vinna mot armeniska FC Yerevan och franska FC Metz.
I gruppspelet spelade HJK i Grupp med Kaiserslautern, Benfica och PSV Eindhoven. HJK tog fem poäng och gjorde sammanlagt 8 mål. HJK placerade sig på fjärde och sista plats. Fyra av poängen kom mot Benfica och ett mot Kaiserslautern.
I HJK spelade under denna tid bland annat Aki Riihilahti, Markku Kanerva och Jari Ilola.

## Meriter
- Deltagande i Uefa Champions Leagues gruppspel säsongen 1998/1999.
- Deltagande i Uefa Europa Leagues gruppspel säsongerna 2014/2015 och 2022/2023.
- Deltagande i Uefa Conference Leagues gruppspel säsongerna 2021/2022 och2023/2024.

## Placering tidigare säsonger
| Säsong | Nivå | Liga          | Placering | Referens | Notering |
| ------ | ---- | ------------- | --------- | -------- | -------- |
| 2010   | 1    | Veikkausliiga | 1         | [ 2 ]    |          |
| 2011   | 1    | Veikkausliiga | 1         | [ 3 ]    |          |
| 2012   | 1    | Veikkausliiga | 1         | [ 4 ]    |          |
| 2013   | 1    | Veikkausliiga | 1         | [ 5 ]    |          |
| 2014   | 1    | Veikkausliiga | 1         | [ 6 ]    |          |
| 2015   | 1    | Veikkausliiga | 3         | [ 7 ]    |          |
| 2016   | 1    | Veikkausliiga | 2         | [ 8 ]    |          |
| 2017   | 1    | Veikkausliiga | 1         | [ 9 ]    |          |
| 2018   | 1    | Veikkausliiga | 1         | [ 10 ]   |          |
| 2019   | 1    | Veikkausliiga | 5         | [ 11 ]   |          |
| 2020   | 1    | Veikkausliiga | 1         | [ 12 ]   |          |
| 2021   | 1    | Veikkausliiga | 1         | [ 13 ]   |          |
| 2022   | 1    | Veikkausliiga | 1         | [ 14 ]   |          |
| 2023   | 1    | Veikkausliiga | 1         | [ 15 ]   |          |
| 2024   | 1    | Veikkausliiga | 3         | [ 16 ]   |          |

## Kända spelare
- David Carlsson
- Aleksej Aleksejevitj Jerjomenko
- Farid Ghazi
- Perparim Hetemaj
- Jari Ilola
- Atik Ismail
- Mika Kottila
- Shefki Kuqi
- Jari Litmanen
- Antti Niemi
- Mika Nurmela
- Teemu Pukki
- Aki Riihilahti
- Aulis Rytkönen
- Hannu Tihinen
- Jari Vanhala
- Markus Halsti